# L'Île intérieure
Pour plus de détails, voir Fiche technique et Distribution.
L'Île intérieure est un film espagnol réalisé par Dunia Ayaso et Félix Sabroso et sorti en 2010.

## Synopsis
Trois frères essayent de combattre la maladie qu'ils ont hérité de leur père : la schizophrénie.

## Fiche technique
Titre français :  L'Île intérieure 
- Titre original : La isla interior
- Réalisation : Dunia Ayaso et Félix Sabroso
- Scénario : Dunia Ayaso et Félix Sabroso
- Pays : Espagne
- Langue : Espagnol
- Format : Couleur
- Date de sortie : 
  -  Espagne : 9 avril 2010

## Distribution
- Candela Peña : Coral
- Alberto San Juan : Martin
- Cristina Marcos : Gracia
- Celso Bugallo : Juan
- Antonio de la Torre : Ivan
- Geraldine Chaplin : Victoria
- Emy Cazorla : Sara
- Vicente Ayala : Raul
- Paola Bontempi : Ana
- Marta Rubio : Alicia